# 牙間刷

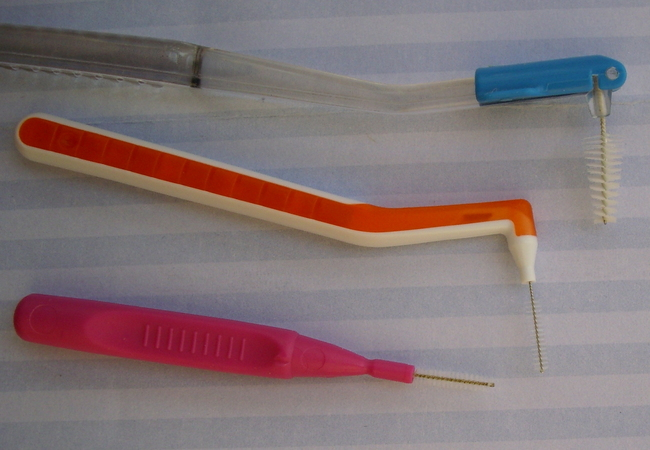
牙間刷

牙間刷，又稱為牙縫刷（英語：Interdental brush），是一種前端細小，刷毛可360度旋轉的牙刷；用來清潔齒縫，或牙齒及牙齦之間的污垢（食物殘渣或牙菌斑）。通常以軟性塑料做成握柄，前端刷毛部份可彎曲，以方便清潔較內側的臼齒。
坊間販售之牙間刷有部分是一次性使用，但也有很多可重覆使用；洗淨後風乾，刷毛凌亂時再丟棄即可。有不少牙縫刷是手柄和刷毛是分開的，刷毛是夾於手柄，可以單獨更換刷毛。近來也有廠商製成電動牙間刷。
根據牙醫師表示，牙間刷並不適合牙齒狀況正常的民眾，通常用於因牙周病或其他疾病而使牙床萎縮的患者或正在進行牙齒矯正患者，而對牙縫的清潔效果也不如使用牙線。